# Därför är jag republikan
Därför är jag republikan är en agitationsskrift författad av Vilhelm Moberg 1955 och kompletterad 1965 och 1966. I skriften utvecklar han varför han tagit ställning för republik. Tillägget 1965 är skrivet i en tid då ett tronskifte skulle kunna komma när som helst (nu dröjde det ända till 1973). Den blivande tronföljarens kommande plikter beskrivs av Moberg:
"Den blivande konung Carl XVI Gustav skall alltså bli handelsresande i kunglighet inom landet och framför allt utomlands. Utanför Sverige skall han tjänstgöra som agent åt den svenska exportindustrin. Och så skall det förstås åligga honom de vanliga representativa kungliga uppgifterna: Han skall bli broinvigare och utställningsöppnare, och han skall själv vara utställningsföremål vid solenna tillfällen och visa sig med regalierna i kunglig härlighet för folket."
Mobergs besvikelse över det socialdemokratiska partiets inriktning när man blivit det statsbärande partiet märks tydligt. Från entusiastiska republikaner i seklets början till kungakramare. Moberg sammanfattar detta med dessa ord:
"När Oscar II på Axel Danielssons tid på 1890-talet besökte Malmö, hissades alltid flaggan på  Folkets Hus men den hissades på halv stång. När landets konung i våra dagar kommer till den skånska residensstaden, mottages han av en delegation med en bugande socialdemokratisk landshövding i spetsen. Så växlar människors umgänge med varandra i tidens längd."
Vilhelm Moberg formulerar tre skäl till monarkins avskaffande:
1. Rikets högsta ämbete bör icke besättas genom börd eller arv, alltså av slumpen, utan genom ett av folket verkställt val bland personer som genom ådagalagda egenskaper visat sig vara skickade för detsamma.
2.Regeringsformens tredje paragraf stadgar att konungens gärningar skall vara för allt åtal fredade. … I och med att en enda person upphöjes ovanför lagen upphäver vårt statsskick även det demokratiska rättssamhället.
3. Kungadömet frammanar och utvecklar några av människors mest förödmjukande egenskaper: Begäret att stå i gunst hos de höga, ivern att få umgås med dem, tjänstvilligheten till varje pris, den böjda ryggen inför överheten. Kungligheten får undersåtarna att förnedra sig själva även om det inte är dess avsikt.
Skriften avslutas med ett citat av blivande statsministern Tage Erlander från tidskriften Clarté 1927:
"...en energisk kamp för republiken måste igångsättas ... Kampen för republiken blir kanske i mångas ögon en kamp för demokratin, som redan erövrats. I själva verket torde emellertid republiken för oss bli den enda möjligheten att skapa drägliga arbetsformer åt den segrande demokratin. Och med all säkerhet kommer man i den striden att finna demokratins motståndare som kungadömets pålitliga vapendragare. Men för oss som arbetar för republikens införande ligger det en viss känsla av trygghet i att veta, att vi står på svensk historisk mark, när vi kräva detaljen kungadömets avskaffande."